# Rätsida

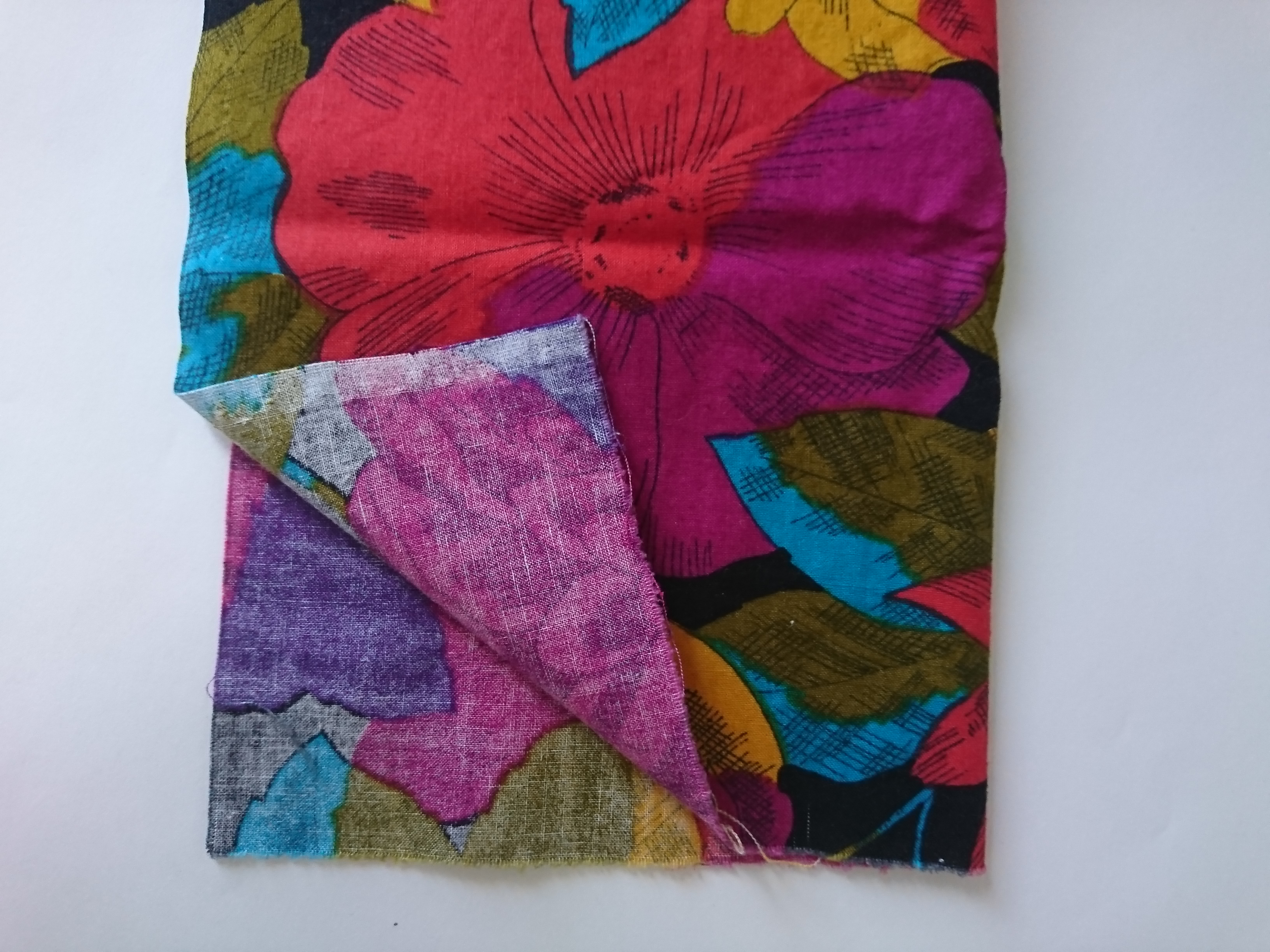
Rätsidan och avigsidan

Rätsida (eller förkortat rätan) på ett tyg är den sida som avses att synas i det föremål, som tillverkas av tyget. Den motsatta sidan, "baksidan", kallas avigsida, eller förkortat avigan eller ava.
Det är inte alltid rätan som är den sida som sitter uppåt i en vävstol; somliga vävtekniker förutsätter att man väver med avigan uppåt (till exempel upphämta där vändningen måste läggas i en liten förlängd ögla för att inte inslaget ska orsaka hål i väven); vissa andra tekniker blir bara lättare att trampa om avigsidan är uppåt.
Rätsidan är den sida som bindningen syftar till att åstadkomma som framsida. För vävar som är liksidiga (ser lika ut på bägge sidor) finns ingen egentlig rätsida. Man väljer då som regel den sida som suttit uppåt i vävstolen.